# Осъм (кораб)
Вижте пояснителната страница за други значения на Осъм.
Осъм е моторен кораб за маркиране на корабоплавателния път по река Дунав. Собственост е на Изпълнителна агенция „Проучване и поддържане на река Дунав“.
Построен е през 2018 г. от варненската корабостроителница „МТГ Делфин“ по проекта FAIRway Danube. Пристига на собствен ход в пристанище Русе на 17 август 2018 г. Корабът се използва за обозначаването на фарватера по река Дунав, което осигурява безопасното плаване на корабите в българския участък на реката.